# 캐나다 흰빵
캐나다 흰빵(Canada-pão, 영어: Canadian white bread 케네이디언 화이트 브레드[*])는 몇몇의 제빵 회사에서 만든 빵 브랜드이다. 캐나다에서 처음 만들어졌으며, 일반적인 흰빵보다 밀도가 높다.